# Claude Glucq des Gobelins
Claude Glucq, seigneur de Villegénis, est un magistrat, industriel et collectionneur du XVIIIe siècle français né le 7 septembre 1678 à Paris et décédé dans cette même ville le 22 mai 1742.

## Biographie
Fils de Jean Glucq, teinturier en écarlate aux Gobelins, et de Marie-Charlotte Jullienne, il choisit la magistrature comme son aîné Jean-Baptiste Glucq. Reçu conseiller au Châtelet le 2 décembre 1699, il devient le 30 juillet 1710 conseiller au Parlement de Paris en la quatrième Chambre des enquêtes et hérite en 1718 de la moitié de la manufacture de teinturerie paternelle. 
Claude Glucq achète le 17 novembre 1719 à Henry-Reynaud d'Albertas (père de son neveu par alliance) le château de Villegénis à Massy, qu'il décore de somptueux chefs-d'œuvre commandés aux nombreux artistes - dont Guillaume Coustou, Nicolas Coustou, Jean-Baptiste Pater, l'ébéniste Pierre Migeon II - qu'il côtoie et protège aux Gobelins. Il possède Les agréments de l'été et Les plaisirs du bal, entre autres toiles de Watteau, et commande en 1725 et 1726 à Alexandre-François Desportes, peintre des chasses et de la meute de Louis XIV, de très nombreux tableaux et dessus-de-portes. Une Chasse au loup se trouve au musée des Beaux-Arts de Rennes, son pendant, une Chasse au sanglier au château de Chambord; un dessus-de-porte est conservé au Louvre et un autre au musée de la Vénerie de Senlis; le musée du château de Fontainebleau en possède quelques autres ainsi que le musée du château de Versailles.
De même, il fait de grands travaux dans le château de Pionsat - bien de la famille de Chabannes (Jacques de Chabannes était le second époux de sa sœur, Marie-Charlotte) jusqu'au 22 mai 1719 - en Auvergne, mais entraîné par son train de vie, il se démet de sa charge au profit de son neveu Jean-Baptiste-François de Montullé le 10 janvier 1741 et meurt l'année suivante sans avoir contracté d'alliance. Alors, seuls quelques instruments de musique et sa bibliothèque sont dispersés pendant la vente au Palais du Petit Luxembourg (lieu de son décès) qui s'ensuivit, son capital foncier n'étant plus alors évalué qu'à 76 700 livres.
Son château de Villegénis avec ses fiefs d'Igny, de Gommonvilliers et de Villaine ainsi que la métairie de la Fontaine-Michel sont cédés le 8 août 1741 au marquis Claude-Pierre de Sabrevois qui les revend à son tour dès le 17 avril 1744 à Élisabeth-Alexandrine de Bourbon-Condé dite mademoiselle de Sens.
Claude Glucq acquiert en 1720 au marchand Edmé-François Gersaint un des derniers tableaux peints par Watteau, l'Enseigne de Gersaint dont il commande une copie au peintre Jean-Baptiste Pater. On pense pouvoir l'y reconnaître debout, aux côtés de son cousin germain Jean Jullienne, qui le lui avait racheté avant de le céder plus tard au comte Frédéric-Rodolphe de Rothenburg, l'agent de Frédéric II de Prusse. Cette œuvre se trouve depuis 1744 à Berlin au Staatliche Museen.